# Alija del Infantado
Alija del Infantado ist ein nordwestspanischer Ort und eine Gemeinde (municipio) mit 573 Einwohnern (Stand: 2024) in der Provinz León in der Autonomen Gemeinschaft Kastilien-León. Der Ort liegt an einer von Süden (Sevilla, Mérida, Cáceres, Salamanca, Zamora) kommenden und in León oder Astorga in die Hauptstrecke einmündenden Nebenstrecke des Jakobswegs. Zur Gemeinde gehören auch die zum Teil bereits verlassenen Weiler (pedanías) Navianos de la Vega, La Nora del Río, Bécares, Ozaniego und La Vizana.

## Lage und Klima
Der Ort Alija del Infantado liegt in der kastilischen Hochebene (meseta) in einer Höhe von etwa 735 m und etwa 1,5 km vom Westufer des Río Órbigo entfernt; im Norden des Gemeindegebiets mündet der Río Jamuz in den Río Órbigo. Die nächstgrößere Stadt ist das ca. 25 km (Fahrtstrecke) südöstlich gelegene Benavente in der Provinz Zamora; die Stadt Astorga liegt knapp 50 km nordwestlich. Das Klima ist gemäßigt bis warm; Regen (ca. 480 mm/Jahr) fällt überwiegend im Winterhalbjahr.

## Bevölkerungsentwicklung
| Jahr      | 1857  | 1900  | 1950  | 2000 | 2017 |
| Einwohner | 1.800 | 1.997 | 2.258 | 962  | 687  |

Die Mechanisierung der Landwirtschaft und die Aufgabe bäuerlicher Kleinbetriebe führten seit der zweiten Hälfte des 20. Jahrhunderts zu einem deutlichen Bevölkerungsrückgang.

## Wirtschaft
Bis zur Mitte des 20. Jahrhunderts lebten die meisten Bewohner der Gemeinde als Selbstversorger von der Feldwirtschaft und von ein wenig Viehzucht. Seit den letzten Jahrzehnten des 20. Jahrhunderts werden einige leerstehende Häuser als Ferienwohnungen (casas rurales) vermietet.

## Geschichte
Obwohl ihre Anwesenheit wahrscheinlich ist, haben weder Kelten noch Westgoten oder Mauren archäologisch verwertbare Spuren auf dem Gebiet der Gemeinde hinterlassen. Der Ort lag an der Via de la Plata, einer von den Römern angelegten Militär- und Handelsstraße, zu der wahrscheinlich auch eine Brücke über den Río Órbigo gehörte. Die ersten urkundlichen Erwähnungen des Ortes stammen aus dem 10. Jahrhundert. Im 15. Jahrhundert entstanden eine Burg und die Steinbrücke wurde erneuert. Die beiden Kirchtürme des Ortes stammen ebenfalls aus dieser Zeit und bezeugen seine relative Wohlhabenheit. Bis zum Jahr 1960 hieß der Ort Alija de los Melones.

## Sehenswürdigkeiten

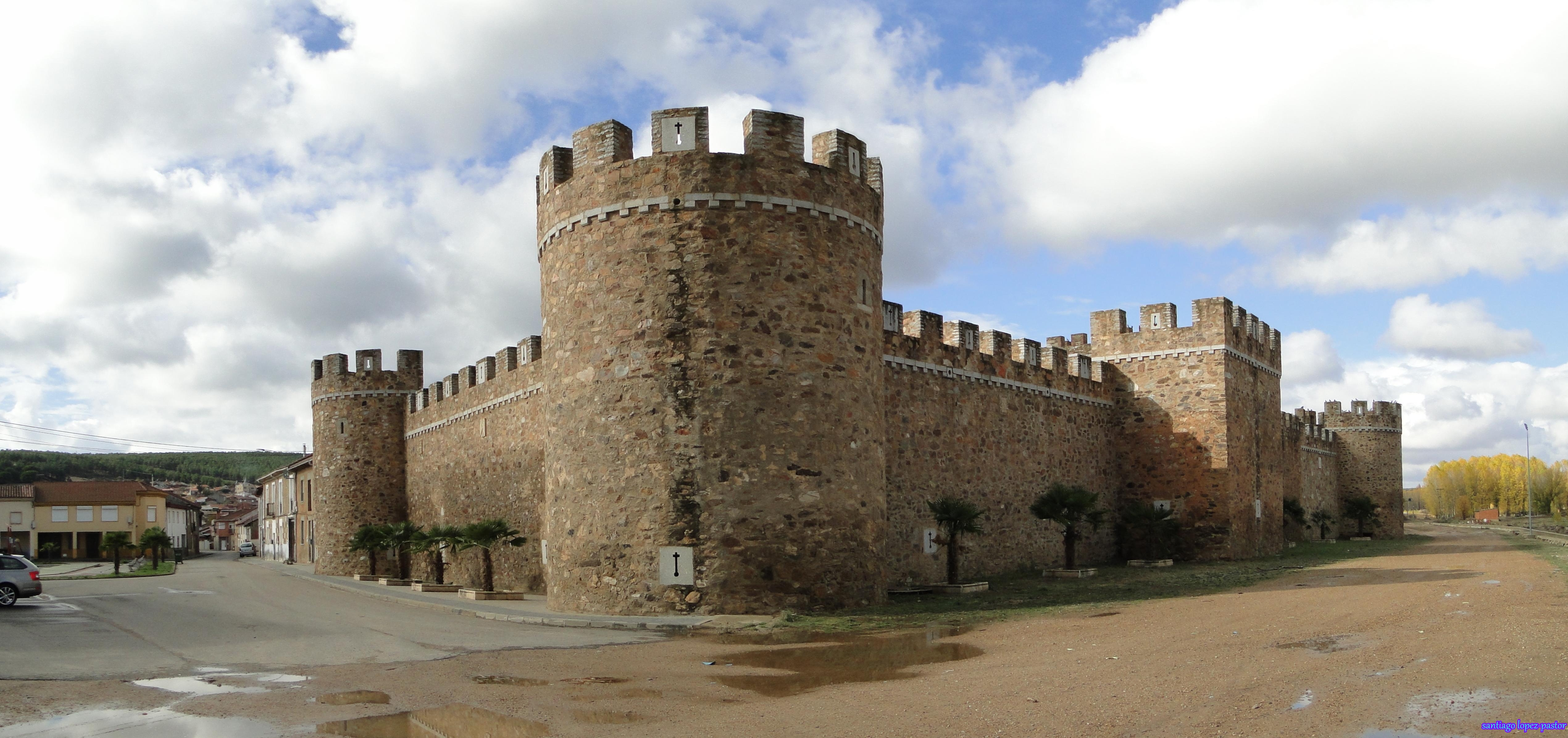
Castillo

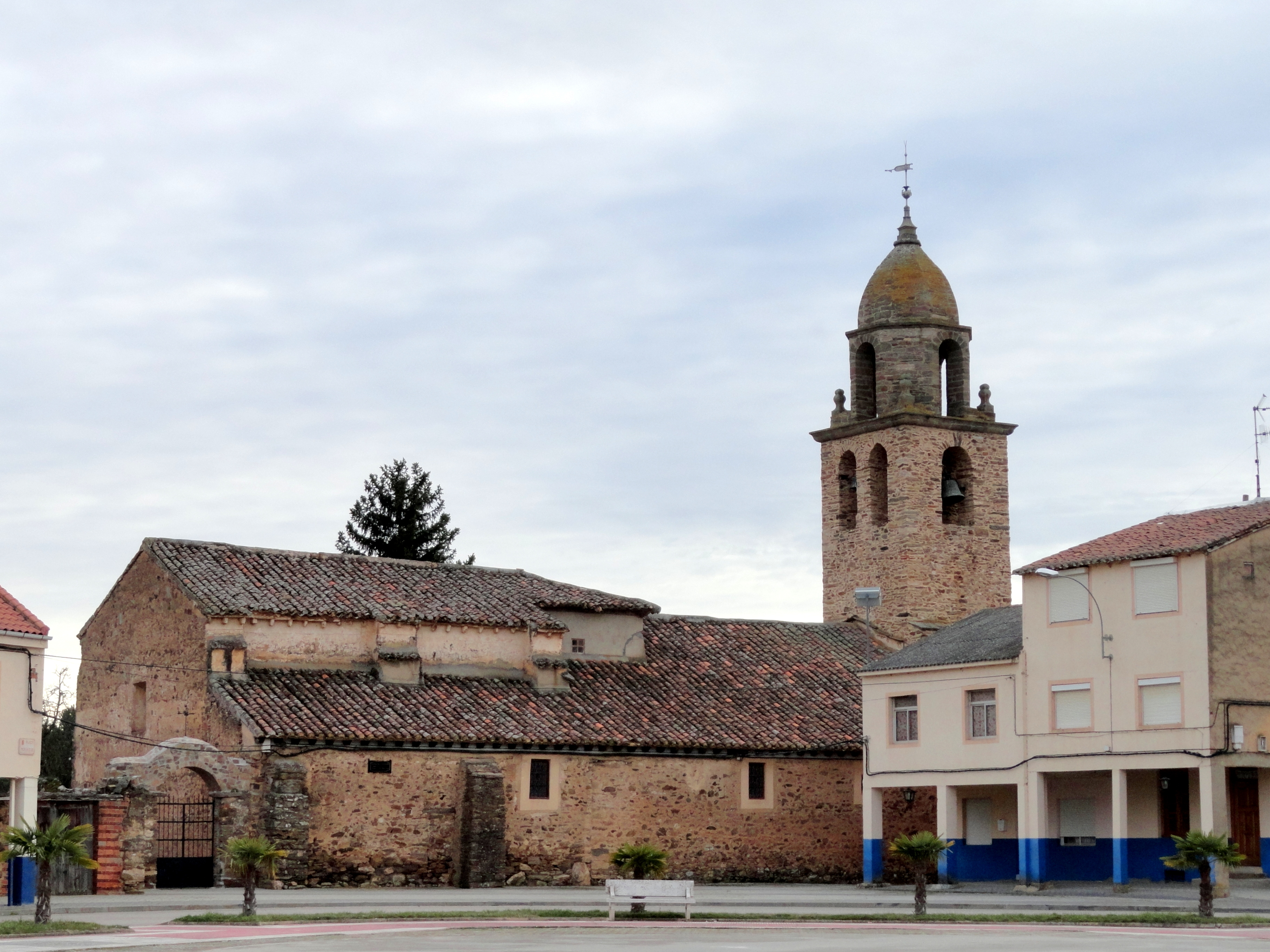
Iglesia de San Verismo

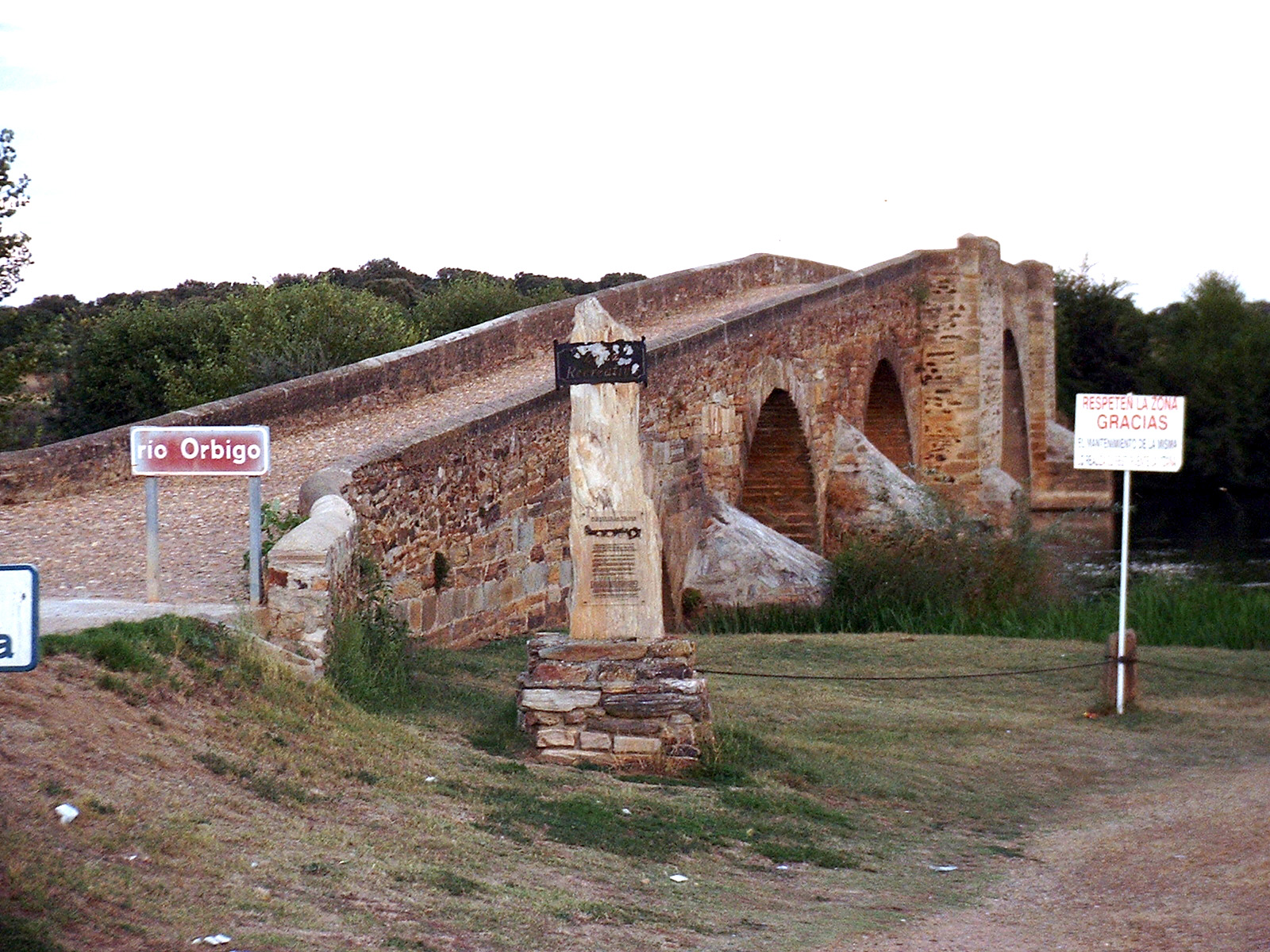
Puente de la Vizana

- Die am Ortsrand stehende Burg von Alija (castillo) ist ein Werk des ausgehenden 15. Jahrhunderts. Sie hat einen quadratischen Grundriss mit vier dreiviertelrunden Ecktürmen und einem Bergfried (torre de homenaje) in der Mitte. Die bereits in Ruinen liegenden Gemäuer wurden im Jahr 1808 beim Abzug der hier stationierten englischen Truppen in Brand gesetzt und erst im ersten Jahrzehnt des 21. Jahrhunderts wiederaufgebaut.[5]
- Die aus Bruchsteinen erbaute Kirche San Esteban entstand bereits im 13. Jahrhundert; sie wurde jedoch im 16. und 18. Jahrhundert weitgehend umgebaut. Der Eingang befindet – geschützt durch eine Vorhalle (portico) – auf der Südseite. Das dreischiffige Innere beherbergt mehrere spätbarocke Altarretabel (retablo) mit gedrehten ‚salomonischen Säulen‘; der eigentliche Schatz der Kirche ist eine restaurierte Artesonado-Decke aus dem 16. Jahrhundert.[6]
- Die mit einer holzpfeilergestützten Südvorhalle (portico) versehene Iglesia de San Verismo steht nahe bei der arkadengesäumten Plaza Mayor; sie entstand etwa zur selben Zeit und birgt ebenfalls einen sehenswerten Hauptaltar.
- In die Flanken eines Hügels am Ortsrand wurden Lagergewölbe (bodegas) hineingetrieben.

Umgebung
- Die möglicherweise schon von den Römern erbaute fünfbogige Steinbrücke (Puente de La Vizana) befindet sich ca. 1,5 km südöstlich des Ortes. Sie wurde im Verlauf der Jahrhunderte immer wieder ausgebessert, aber von den Fluten des Flusses wie von Menschenhand erneut teilweise zerstört – der heutige Zustand basiert auf einer Restaurierung im Jahr 1917 und behob Zerstörungen durch französische Truppen während der Napoleonischen Kriege in den Jahren 1808/09.